# Craig Nicholls
 (décembre 2012).
Si vous disposez d'ouvrages ou d'articles de référence ou si vous connaissez des sites web de qualité traitant du thème abordé ici, merci de compléter l'article en donnant les références utiles à sa vérifiabilité et en les liant à la section « Notes et références ».
Pour les articles homonymes, voir Nicholls.
Craig Nicholls, né le 31 août 1977 à Sydney, est le leader, chanteur et guitariste du groupe The Vines, créé en 1995.

## Biographie
Il compose notamment les textes de son groupe. Il a composé les albums Highly Evolved, Winning Days, Vision Valley, Melodia et Wicked Nature. C'est un artiste aux facettes multiples, qui dit se retrouver dans le créatif pour occuper sa pensée et gérer ses angoisses.
Il est aussi un peintre et a dessiné lui-même la pochette de Winning Days (seulement l'autoportrait) et Highly Evolved, et également d'autres pochettes pour les singles. La couverture de l'album Highly Evolved lui vaut une nomination aux ARIA Awards de 2002 dans la catégorie « best cover art ». Nicholls fut pendant longtemps un très gros consommateur de cannabis — à but créatif affirmait-il — et de malbouffe, bien qu'il ait arrêté la marijuana en 2006 à la suite d'un repos forcé et une décision personnelle durant l'élaboration de Vision Valley, le psychotrope ne « lui apportant plus rien de créatif et le rendant nerveux ».
Ses performances scéniques sont célèbres pour la folie presque schizophrénique qu'il libère, se roulant par terre, hurlant, se jetant dans tous les sens et dans la batterie, fracassant sa guitare sur la batterie, la cassant sur le sol, ou la jetant en l'air, massacrant ses chansons ou trébuchant et se couchant sur scène, entre furie et transe. C'est justement ce qui se passe en août 2002, lors de l'émission Late Show with David Letterman où Craig et son groupe y interprètent le titre Get free. Durant la performance, Nicholls semble être dans un autre monde et se jette sur la batterie de Hamish Rosser. Le groupe finit le morceau sur un larsen et on peut entendre David Letterman demander « Est-ce qu'il va bien ? ».
Dans une interview, en 2008, il déclare à ce sujet : « En tout, en comptant toutes les tournées, je pense que j'ai vraiment cassé au moins 20 guitares ». Et à propos de l'incohérence totale de leurs concerts lorsqu'il « pète un câble », il rétorque : « Si vous voulez de la cohérence, écoutez un juke-box ! ».
Craig Nicholls est porteur du syndrome d'Asperger.

## Équipement musical
Pour Highly Evolved, et Winning Days, il a utilisé une super tête Marshall Lead et un baffle modèle 1969. Il se servait d'une Fender Stratocaster Noire, et d'une Sunburst. Son ampli a été mis sur un ton propre et pour les tons saturés et la distorsion, il aurait utilisé une pédale Boss MT-2, et une pédale Boss Tr2 Tremolo (Country Yard et Ain't No Room).
Pour l'album Winning Days, les configurations sont quasiment les mêmes. Sauf qu'il s'est servi d'une guitare qu'il s'est fait faire par un luthier, une Spalt Garage Custom & Scala. Pour les albums Vision Valley et Melodia, il s'est servi d'une tête et baffle Sunn (marque rachetée par Fender).
Il a entre autres utilisé en studio de temps en temps une Gibson SG et des guitares acoustiques de la marque Guild.